# Vordersteinenberg
Das Dorf Vordersteinenberg ist ein Ortsteil der Gemeinde Alfdorf im Rems-Murr-Kreis in Baden-Württemberg. Vordersteinenberg war bis zur Vereinigung mit den Gemeinden Alfdorf und Pfahlbronn am 1. Januar 1972 eine selbstständige Gemeinde.

## Geographische Lage
Vordersteinenberg liegt nördlich des Kernortes Alfdorf an der Landesstraße L 1153. Südlich erstreckt sich das 202,5 ha große Naturschutzgebiet Leintal zwischen Leinecksee und Leinhäusle.

### Gliederung der Altgemeinde
Zum Ortsteil Vordersteinenberg gehören die drei Dörfer Vordersteinenberg, Hintersteinenberg und Kapf, die Weiler Bruckhof, Hellershof, Hüttenbühl, Steinhaus, Tennhöfle und Wahlenheim, die Einzelsiedlungen und Höfe Deschenhof, Dornhalden, Greuthöfle, Greuthof, Hafental, Heinlesmühle, Kapffeldle, Neuwirtshaus, Pfahlenhof, Schotthof, Stixenhof und Vaihinghof.

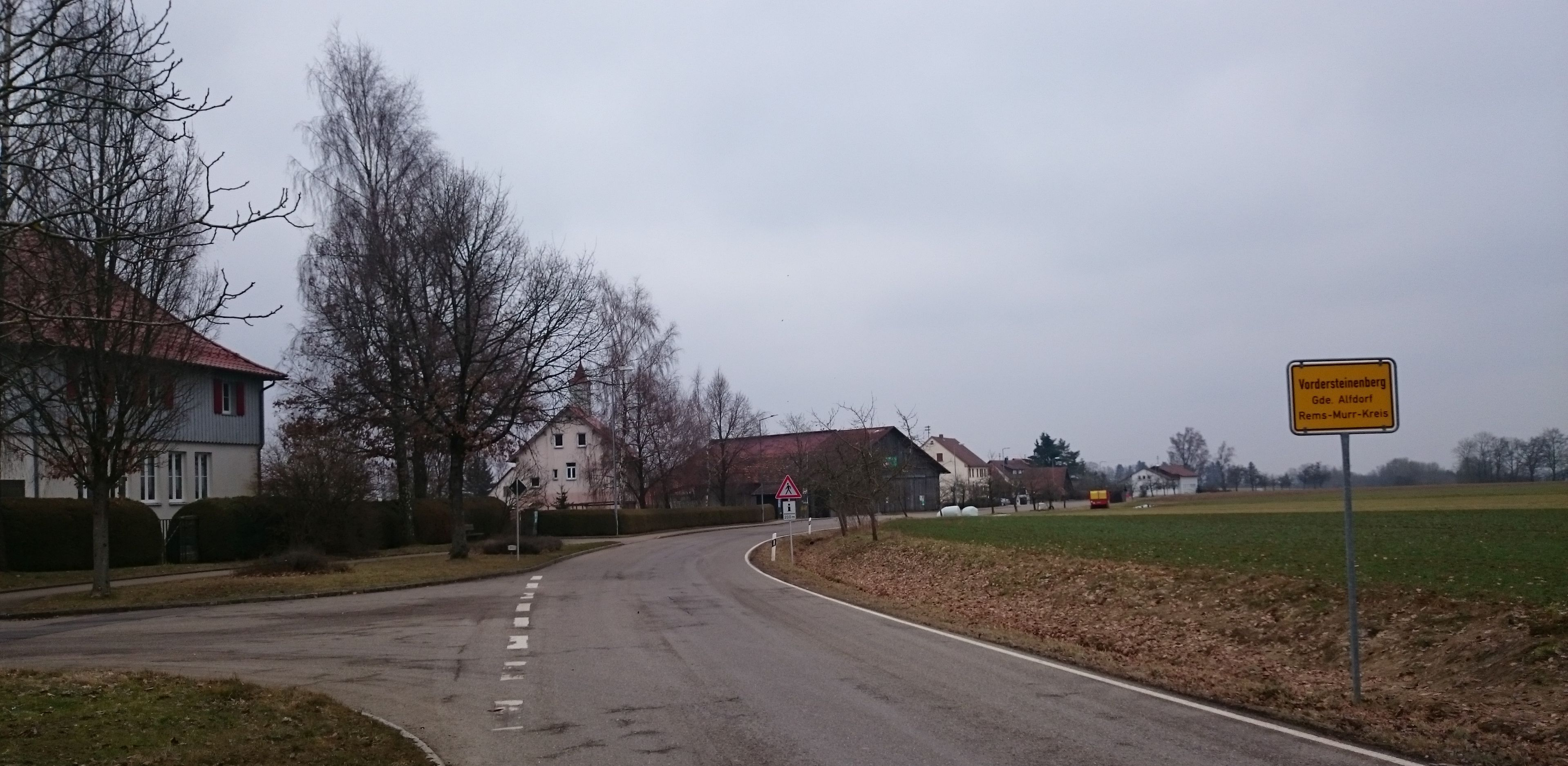
Ortsansicht (Februar 2017)

Weiterhin liegen die Wüstungen Eisenmühle, Felgensägmühle, Geren, Krötenbachsägmühle, Vaihinghofer Sägmühle und Wahlenheimer Sägmühle auf dem Gebiet der Altgemeinde.

## Geschichte

### Vordersteinenberg
In Vordersteinenberg war einst das Kloster Lorch begütert. Im Jahre 1575 gehörten 7 Höfe und 2 Sölden dem Kloster, welches sie zu Gnaden verliehen hatte. 1342 erwarb das Kloster einen Hof von einem Bauern um 16 Gulden und verlieh ihn demselben sofort gegen 30 Schillinge, 1 Malter Haber und 4 Hühner. Auch das Geschlecht derer von Welzheim war in Vordersteinenberg begütert: 1328 trat Conrad von Welzheim, wohnhaft zu Schwäbisch Gmünd, einen Hof an das Kloster Lorch ab. Ein Lehen im Dorf gehörte auch dem Kloster Gotteszell. Ein Gut kauften die Schenken von Limpurg 1436 von Hans von Yberg; ein Lehen traten die Limpurger 1643 an Oberst Georg Friedrich vom Holtz zu Niederholz ab. Im Rahmen eines Tauschvertrags mit dem Kloster Lorch gab Oberst vom Holtz 1644 seine Rechte an dem Lehen auf und erhielt im Gegenzug die nahe Strübelmühle.
Limpurg kam 1807 an Württemberg und Vordersteinenberg wurde zunächst dem Oberamt Welzheim zugeteilt, doch schon 1808 wurde Vordersteinenberg in das Oberamt Gaildorf eingegliedert. Da die Gemeinde zunächst kein Rathaus hatte, amtierte der Schultheiß bis Mitte des 19. Jahrhunderts in der Heinlesmühle.
Im Rahmen der Gebietsreform der Regierung Filbinger wurde Vordersteinenberg 1972 zusammen mit Alfdorf und Pfahlbronn dem neuen Rems-Murr-Kreis zugeteilt.

### Geschichte der Ortsteile

#### Hintersteinenberg
Lange wurde zwischen Vorder- und Hintersteinenberg nicht unterschieden. Da Hintersteinenberg von alters her zu Vordersteinenberg gehörte, dürfte es der jüngere der beiden Steinenbergs sein. Dafür spricht auch die Tatsache, dass sich in Vordersteinenberg die Dorfkirche befindet. Erstmals erwähnt wurde Hintersteinenberg als Hindern Stainiberg im Jahre 1446, jedoch dürfte der Ort schon im 14. Jahrhundert existiert haben.

#### Kapf
→ Hauptartikel: Kapf
Das auf einer Bergkuppe zwischen Alfdorf und Vordersteinenberg gelegene Dorf wurde erstmals erwähnt. Kapf gilt als Stammsitz der weitverzweigten, ehrbarenFamilie Kapff, die später in den Adel aufstieg. Stammvater der Familie war Claus Schenk († circa 1463), der wohl ein unehelicher Sohn des Schenken Friedrichs III. von Limpurg (1362–1414) war. Claus Schenk besaß das „Schlössle Kapf“, welches 1956 wegen Baufälligkeit abgerissen wurde.

### Geschichte der Weiler

#### Bruckhof
Der etwa vier Kilometer nordwestlich von Vordersteinenberg liegende Weiler entstand zu Beginn des 18. Jahrhunderts aus einem einzelnen Hof. Erstmals erwähnt wurde der Ort unter dem Namen Bruckh in einem Urbar von 1717. Der Ortsname bedeutet „bei der Brücke“. Im 19. Jahrhundert wurde der Weiler auch Heinleshof genannt.

#### Hellershof
Der recht große Weiler Hellershof mit Kirche, Schulhaus und Friedhof wurde 1386 als Livtoltzwyler erstmals erwähnt. Ende des 15. Jahrhunderts kam der Weiler in Besitz des Hanns Heller und wurde fortan auch Hellershof genannt. Der Name setzte sich im 18. Jahrhundert endgültig durch.

#### Hüttenbühl
Der auf einem Hügel (=Bühl) erbaute Weiler zwischen der Schwarzen und der Finsteren Rot entstand im 17. Jahrhundert. Erstmals erwähnt wird Hofhüttenbühl in Andreas Kiesers Forstlagerbuch von 1686.

#### Steinhaus
Der kleine Weiler mit sechs Gebäuden liegt als Exklave im Gemeindegebiet von Kaisersbach. Der ursprüngliche Name lautete Steinhöfle (1686).

#### Tennhöfle
Östlich von Kapf liegt der Weiler Tennhöfle mit zwölf Gebäuden. Der Ort scheint eine neuere Ansiedlung zu sein, da er in mittelalterlichen oder frühneuzeitlichen Urkunden nicht erwähnt wird.

#### Wahlenheim
Zwischen Vordersteinenberg und Hüttenbühl liegt Wahlenheim, welches ursprünglich Wahlenweiler hieß. Erstmals erwähnt wurde der Ort in einer Urkunde von 1341. Um 1515 erscheint der Ort als Valhain. Später änderte sich der Ortsname allmählich zu Wahlenheim. Möglicherweise war der Grundherr oder erste Bewohner des Orts eine Person mit dem Familiennamen Wahl. Dieser Name geht zurück auf das altdeutsche Wort Walhaz für romanisch sprechende Personen.

Bilder aus Vordersteinenberg
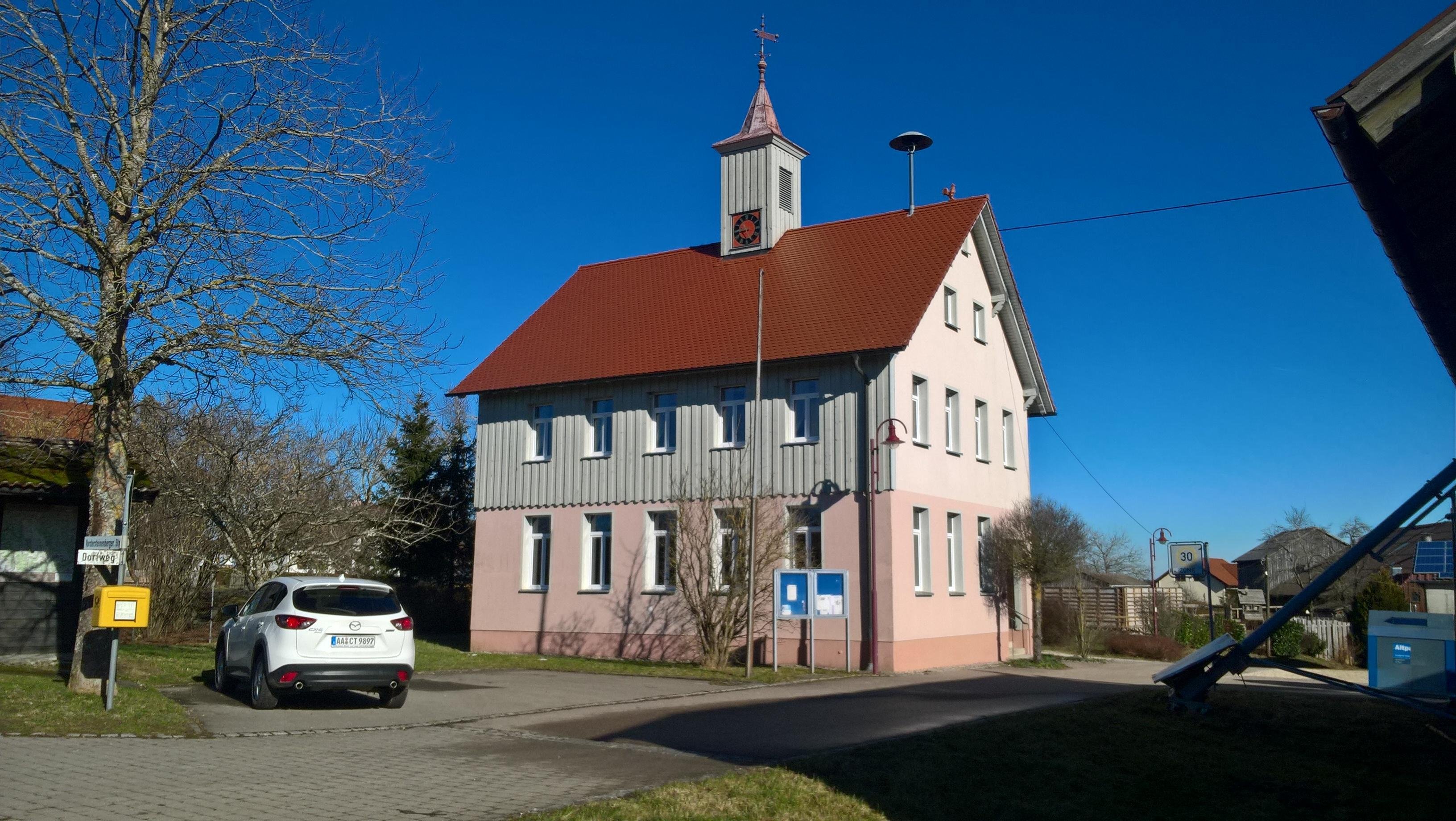
Rathaus von Vordersteinenberg
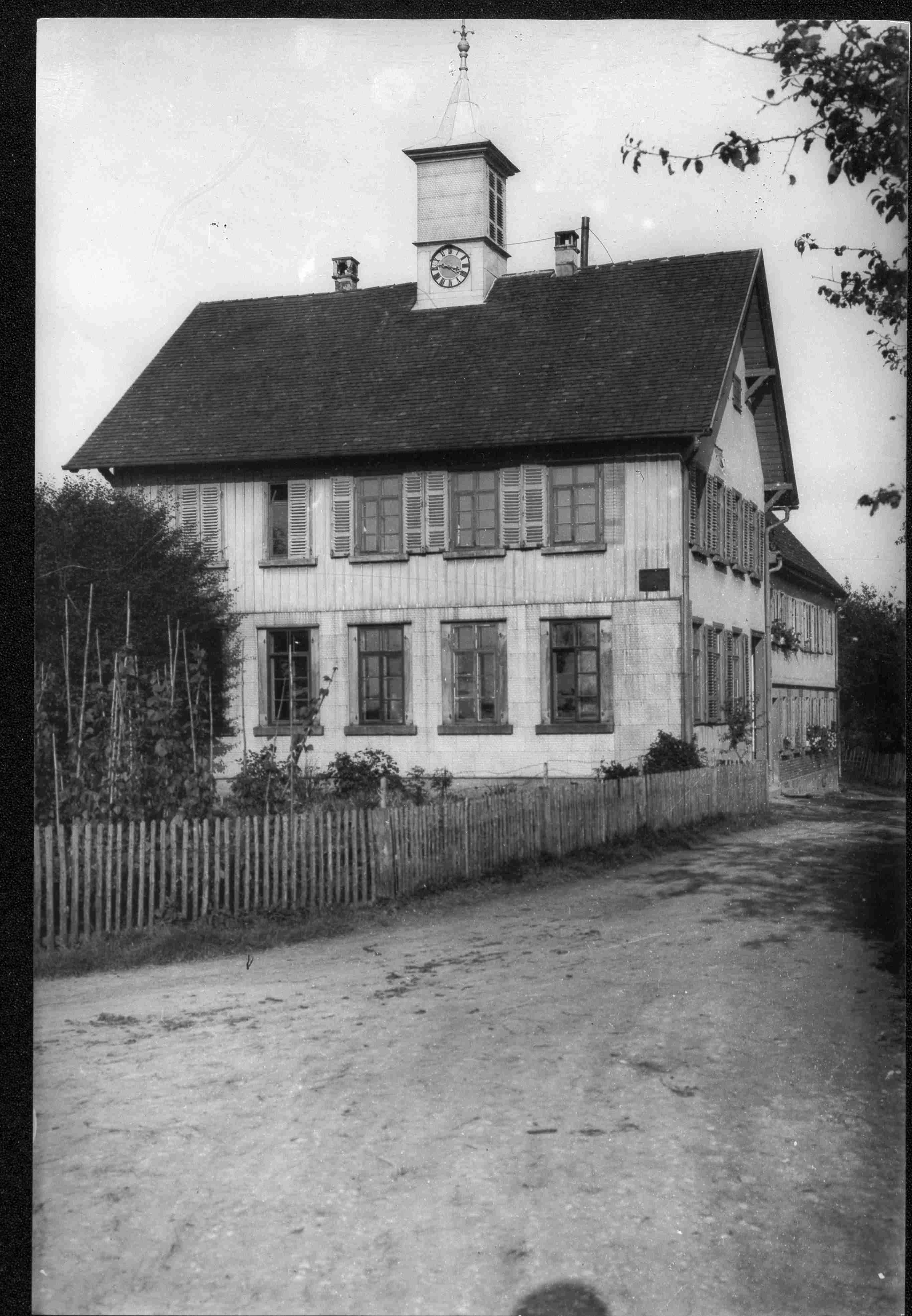
Rathaus um 1925
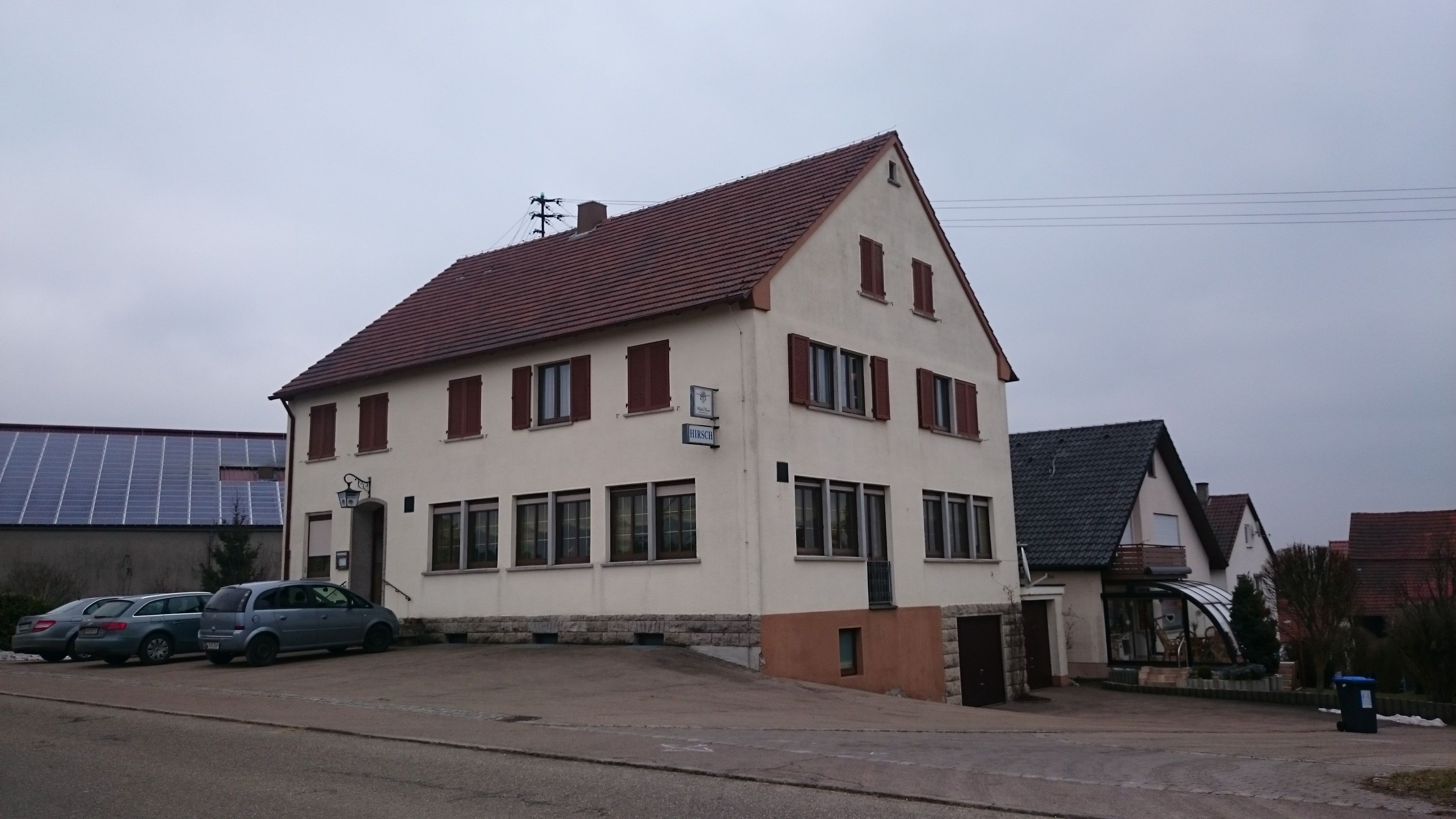
Gasthaus Hirsch
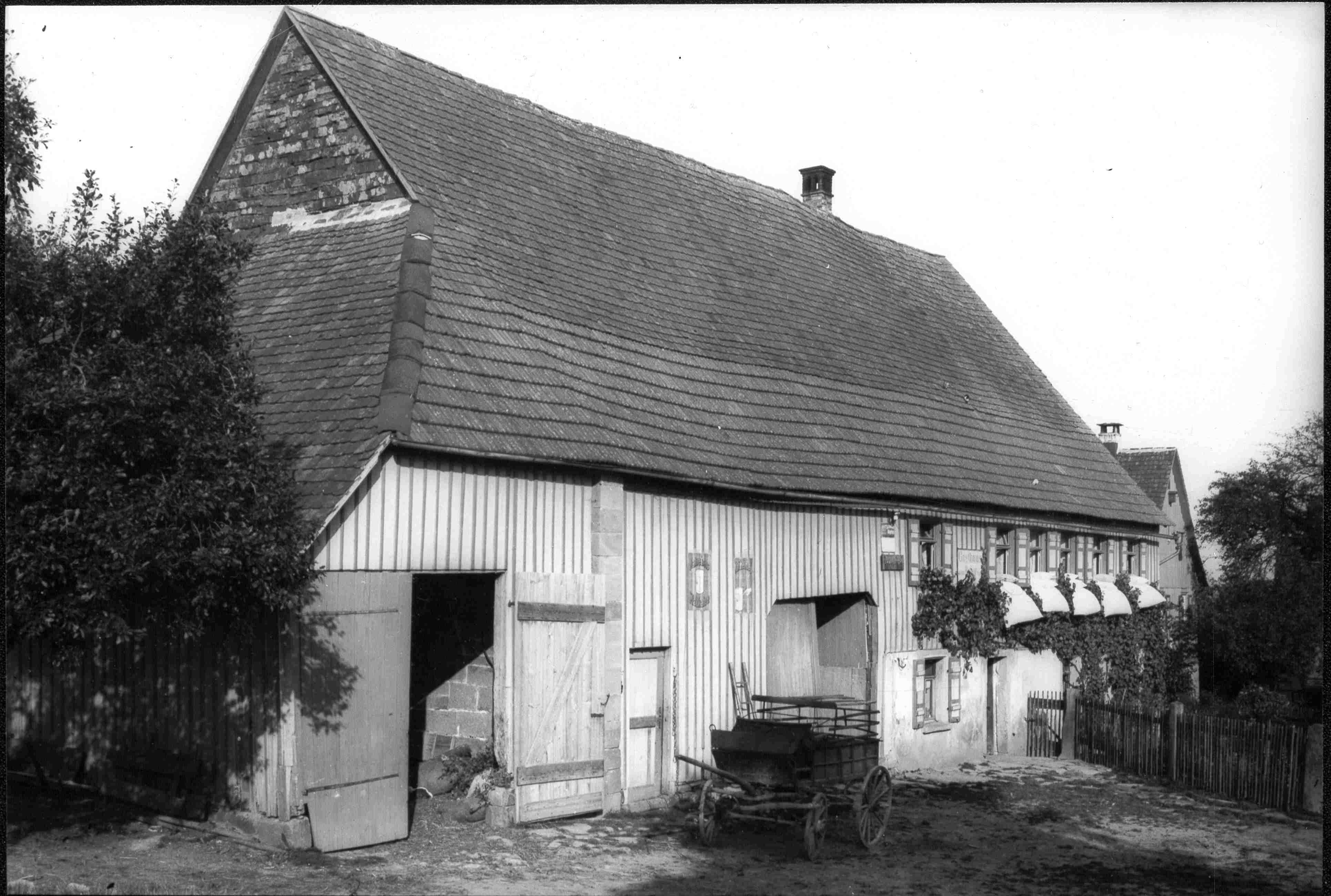
Bauernhaus (1925)
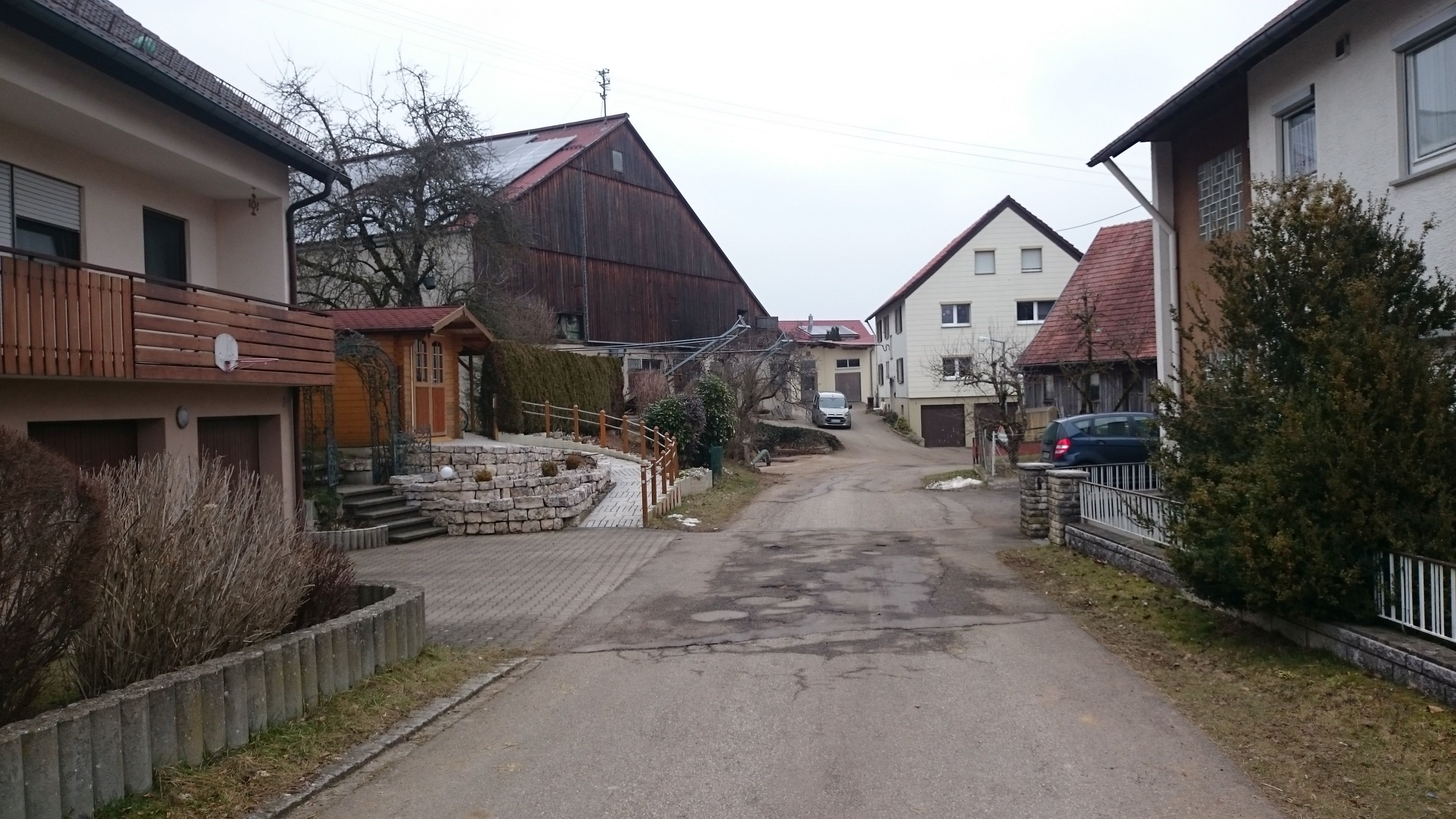
Hauptstraße
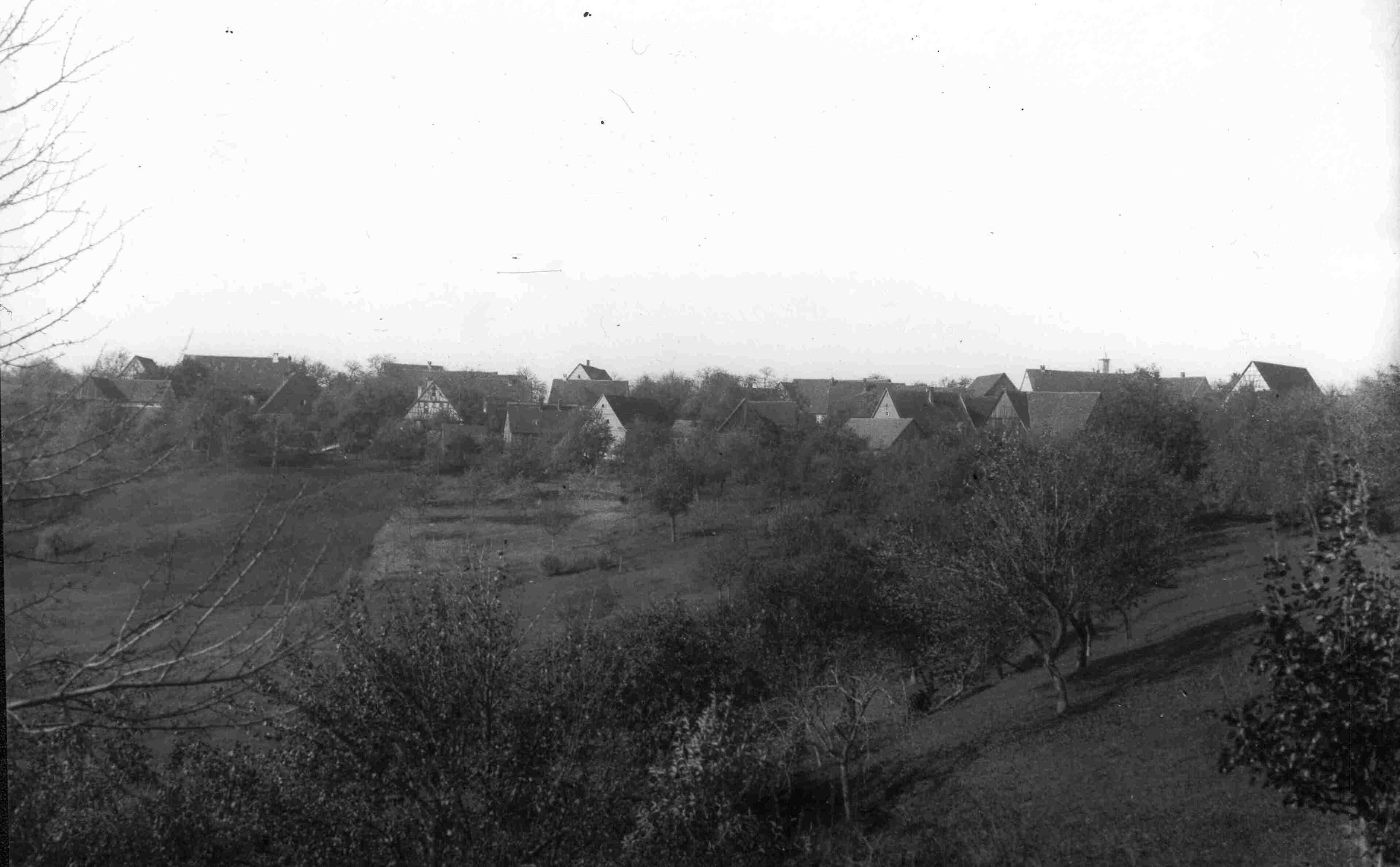
Ortsansicht (1925)
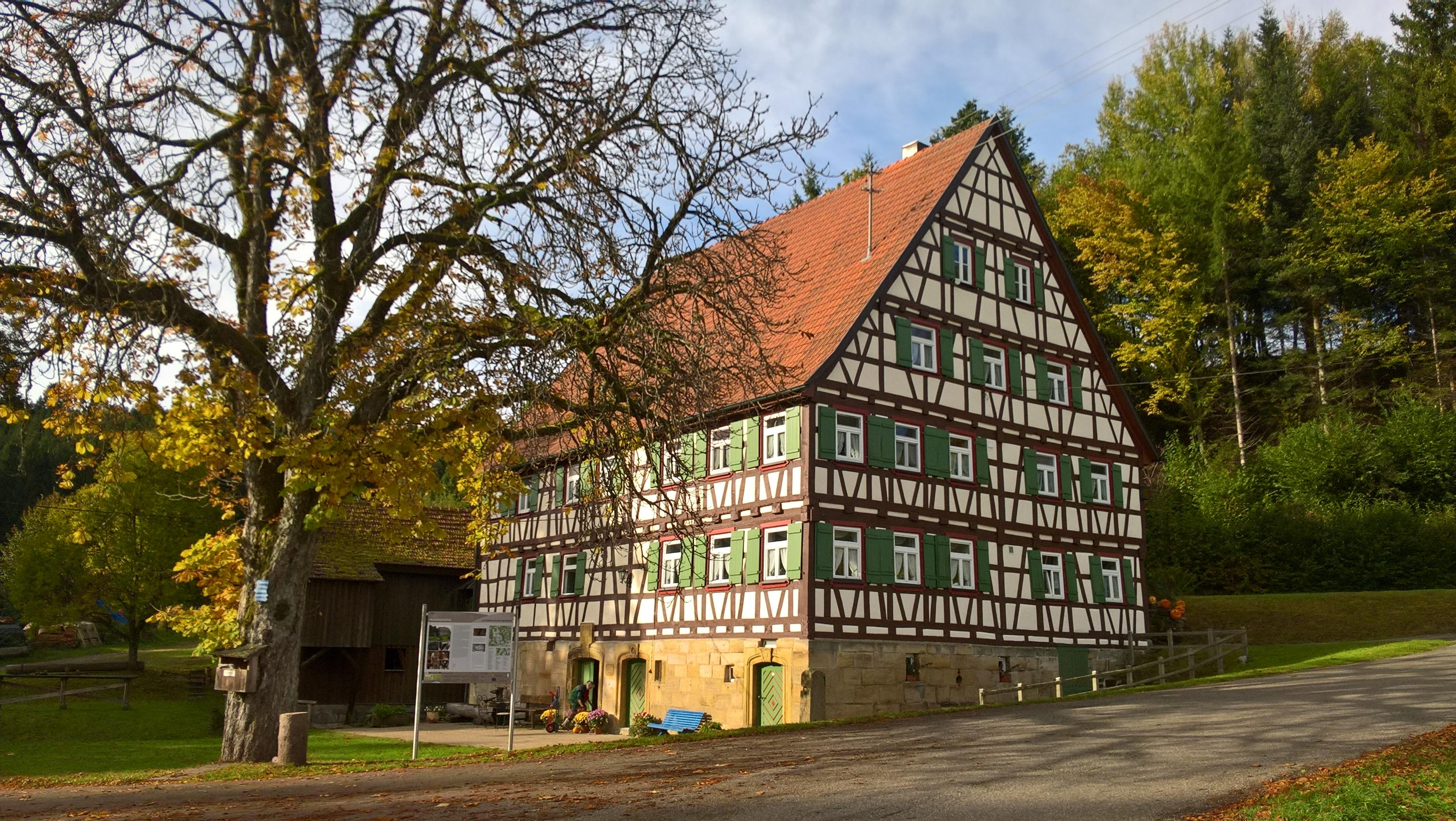
Die Heinlesmühle
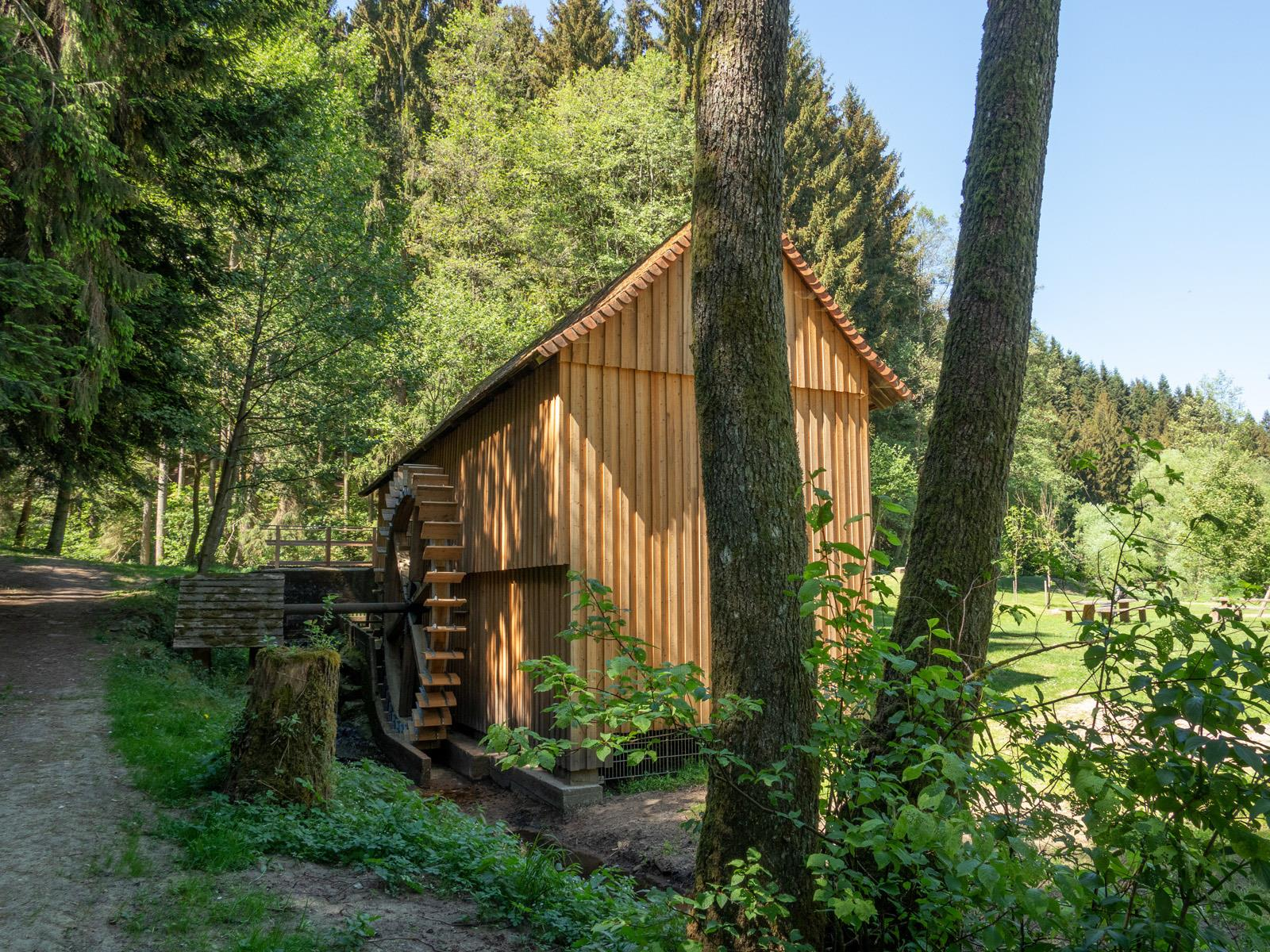
Die Vaihinghofer Sägmühle